# Euidella triloba
Euidella triloba är en insektsart som först beskrevs av Metcalf 1923.  Euidella triloba ingår i släktet Euidella och familjen sporrstritar. Inga underarter finns listade i Catalogue of Life.